# Лоуренс, Франклин
Франклин Лоуренс (англ. Franklin Lawrence; род. 23 сентября 1975 года) — американский боксёр-профессионал, выступающий в тяжёлой весовой категории.

## Профессиональная карьера
Лоуренс дебютировал на профессиональном ринге в октябре 2005 года. Победил первых четырёх соперников.
8 июля 2006 года, Франклин Лоуренс (4-0), вышел на ринг с непобеждённым канадцем, Бермейном Стиверном (6-0). На первой минуте первого раунда, Лоуренс получил травму и не смог продолжить бой. Ему было засчитано техническое поражение. Победил Стивёрн.
В марте 2007 года, Лоуренс победил по очкам американца, Николая Фирту. Через год Франклин свёл вничью бой с опытным нигерийским боксёром, Фрайдеем Ахунаньей (22-5-2). Бой вышел достаточно жёсткий, и Франклин имел преимущество в бою. Но судьи неожиданно выставили ничью.
Следующий бой Лоуренс свёл вничью бой с Вилли Чемпаном. В мае 2008 года он нокаутировал Карлосса Барнетта (11-1) и завоевал континентальный титул Америки по версии IBA.
В августе 2008 года, в близком бою, Лоуренс проиграл бывшему чемпиону мира, Оливеру Макколу. После этого поражения, Франклин более года не выходил на ринг.
11 сентября 2010 года, Лоуренс вернулся на ринг победой нокаутом в 7-м раунде над бывшим топ боксёром, Лэнсом Уитикером. В следующем бою, Лоуренс нокаутировал известного американского боксёра, Джэйсона Эстраду. Лоуренс стал единственным боксёром, который смог победить Эстраду досрочно.
В мае 2011 года, Лоуренс нокауторовал Джэйсона Гаверна.
8 сентября 2012 года, Лоуренс встретился с опытным американо-мексиканским боксёром Гомеро Фонсейса (9-5). Несмотря на большое соотношение поражений в карьере Фонсейсы, все его поражения были спорными, а все соперники опытные, и многие из них были непобеждённые проспекты. Фонсейса всем доставлял сильную конкуренцию, и ни разу не проигрывал досрочно. Лоуренс навязал Гомеро очень жёсткий бой, и в 7-м раунде Фонсейса отказался от продолжения поединка, и впервые проиграл досрочно.
Через месяц Лоуренс должен был выйти на ринг с американцем, Домиником Гуинном, но за несколько дней, поединок был отменён.